# 岩田準一
岩田準一（いわた じゅんいち、1900年〔明治33年〕3月19日 - 1945年〔昭和20年〕2月14日）は、日本の画家・風俗研究家。旧姓は宮瀬（みやせ）。

## 経歴
三重県志摩郡鳥羽町（現・鳥羽市）にて宮瀬家の次男として生まれる。三重県立第四中学校卒業後、親の意志により神宮皇學館へ進むも肌に合わずに中退し、中学時代から親交のあった竹久夢二が教鞭を執る東京の文化学院絵画科へ転校し、夢二に師事。夢二の代作を務め、また夢二本人から「日本一の夢二通」と称される。『明星』を通して与謝野鉄幹・晶子夫妻とも交流があり、夫妻が監修した『日本古典全集』の編纂に参加した。1920年（大正9年）12月に両親が離婚し、母方の姓である岩田を名乗るようになる。
文化学院を卒業後、故郷の鳥羽に戻り、丹念に資料を収集して緻密な考証を行う研究者になっていく。当時鳥羽に住んでいた江戸川乱歩と親交を結び、乱歩の作品『パノラマ島奇談』、『踊る一寸法師』、『鏡地獄』の挿絵を担当。その美青年ぶりから乱歩の『孤島の鬼』の美青年・蓑浦金之助のモデルといわれ、同作の発想のヒントを乱歩に与えたのも岩田である。
ライフワークは日本の男色文献研究で、乱歩は同好の友でありライバルでもあった。『孤島の鬼』は二人の男色文献あさりへの情熱が頂点に達した頃に書かれた作品で、同性愛がテーマに描かれたのも乱歩のごく自然な感情の発露といえる。
民俗研究家として柳田國男主宰の『郷土研究』に寄稿、渋沢敬三主宰の民俗学会アチック・ミューゼアム（現・神奈川大学日本常民文化研究所）の会員にもなり、志摩地方の民俗採取に最初の鍬を入れた。これにより、東京と鳥羽を往復する日々となる。1945年（昭和20年）、渋沢敬三から近衛文麿の蔵書目録作成を依頼され上京するも、胃潰瘍による出血のため没。享年45。準一は、日本のいわば影の歴史に光を当てた先駆的存在といえる。

## 人物
岩田（当時は宮瀬姓）の在籍した頃の第四中学は風紀に厳格でスパルタ教育を施す学校であったが、岩田はたびたび禁則を破っていたと同級生の中村精貮が証言している。例えば所持禁止の時計を「汽車通学に必携」として持ち歩き、当時の流行をまねて靴底にゴムを打ち、ゲートルの乱れを教師に指摘されても全く意に介さなかった。学校からの許可が必要だった映画館・劇場での立ち入りも変装してやってのけ、松井須磨子と楽屋で面会したことを級友に自慢したり、ペンネームで地元新聞「伊勢朝報」に『蝉丸』と題した戯曲を連載したりしていた。また地元紙「吃驚新聞」に中学教師を1人ずつ諷刺する数え歌が掲載されて騒動になったが、この作者は岩田だったのではないかと言われている。このようにたびたび教師に反発したものの、他の生徒に自分の主義・主張へ同調を求めるようなことはせず、学年全員でストライキを決行した際には岩田は1人超然と構えていた。
中学時代より小説・戯曲・短歌・絵画と多分野で才能の片鱗を見せ、特に絵画は中学時代より竹久夢二を訪問して交流を深め、鳥羽小学校の3教室を借り切って個展を開くこともあった。戯曲でも辰巳京太郎というペンネームで伊勢朝報に1か月以上連載を続けるほどの実力があった。連載した戯曲『蝉丸』には、岩田が愛読した武者小路実篤の『その妹』からの影響が見受けられる。一方で岩田が最も好んだ作家は谷崎潤一郎であり、谷崎の耽美的・悪魔的な作品に魅了されたことが、後の男色研究につながったと考えられる。
太平洋戦争中、男性がみな国民服を着ている頃に、着流し姿で志摩地方の村々を巡り、村人に聞き取りをして回り、地図を作っていたため、スパイ容疑をかけられ、特別高等警察が自宅に乗り込んできたことがある。当然、自宅からは民俗調査資料しか見つからず、話を聞いた刑事らは納得して帰っていった。民俗調査の際は、宿を決めて古老を集め、男性には地酒を、女性には駄菓子を振る舞って語ってもらい、詳細に書き留めるという手法を採っていた。この時収集した民俗学の成果は、戦中の紙不足と岩田の死により出版されることはなかったが、1969年（昭和44年）に息子の岩田貞雄が土蔵から原稿を発見し、1970年（昭和45年）に『鳥羽志摩の民俗』の題で公刊された。

## 親族
父方は的矢村（現・志摩市磯部町的矢）の出身で、初代・太治兵衛は生糸繭種商で財を成し、幕府の御用商人になり、宮本姓を授かった。3代目は勘定方として才能を発揮し、鳥羽藩に取り立てられ宮瀬姓となり、妾に置屋「津の国屋」を経営させていた。4代目が岩田準一の父・宮瀬東洋夫（とうようふ）であり、津の国屋を継承したほか、旭銀行の経営、鳥羽小学校の学務委員、鳥羽町会の初代議員などを務めた、鳥羽町の重要人物であった。川上音二郎が鳥羽に滞在していた際には、東洋夫が世話をした。一方、私生活では放蕩児で女性関係が乱れており、1920年（大正9年）に離婚した。
兄の宮瀬規矩（きく）は朝日新聞の記者を務める傍ら歌人として活躍し、渚花の号を持ち、月間短歌誌『白鳥』を主宰した。映画ファンであり、自宅の「津の国屋」からは、ロケで鳥羽に訪れた嵐寛寿郎や田中絹代らとのツーショット写真を納めたアルバムや伊勢市・鳥羽市の映画館のポスターやチラシが多数発見されている。
息子（次男）の岩田貞雄は國學院大學を卒業後、神宮文庫に奉職し、神道研究者となった。また神宮徴古館館長、鳥羽市文化財調査委員長を歴任した。貞雄の娘（岩田準一の孫）の岩田準子は小説『二青年図 乱歩と岩田準一』を著し、2002年（平成14年）に岩田準一の自宅を改修して「鳥羽みなとまち文学館」を開館した。この旧宅は2021年10月の火災で被害を受けたため文学館は移転した（後述）。

## 著作
主著『本朝男色考 男色文献書志』（原書房、2002年） ISBN 4-562-03489-0
『本朝男色考』は1930年（昭和5年）から翌年にかけて『犯罪科学』に連載されたもので、1973年に岩田の遺族によって私家版が出版されている。英語・仏語にも翻訳出版され、南方熊楠も絶賛した。『男色文献書志』は岩田が収集した古今東西の膨大な男色文献の中から1200点ほどをリストアップしたもので、戦前、出版が試みられたが実現しなかった。戦後、古典文庫の吉田幸一が江戸川乱歩から委嘱を受け、1956年（昭和31年）10月、「近世文藝資料」の1冊として刊行。また『本朝男色考』と同じく、1973年に岩田の遺族によって私家版が発行されている。2冊を合わせた形で刊行されたのが本書である。
南方熊楠との往復書簡
岩田と南方の男色に関する論議『南方熊楠男色談義――岩田準一往復書簡』（長谷川興蔵・月川和雄編、八坂書房、1991年。ISBN 4-89694-613-8）が公刊されている。また、一部は中沢新一編『浄のセクソロジー 南方熊楠コレクション 第3巻』（河出文庫、1991年。ISBN 4-309-47208-7）にも収められている。ほかに『南方熊楠全集（全12巻）』（乾元社、1951 - 1952年）、『南方熊楠全集（全10巻別巻2）』（平凡社、1971 - 1975年）の第9巻にも岩田との書簡全58通が収められている。

### 著書
- 『志摩の蜑女』（アチックミユーゼアム彙報・第40） アチック ミューゼアム／1940年
- 『志摩のはしりがね』 出版：岩田準一（私家版）／1940年 NDLJP:1452154
- 『男色文献書志（近世文芸資料・第4）』 古典文庫／1956年
- 『鳥羽志摩の民俗 : 志摩人の生活事典』 鳥羽志摩文化研究会／1970年
- 『志摩の海女 : 附・志摩の漁夫の昔がたり』 出版：中村幸昭（私家版）／1971年
- 『志摩のはしりかね』 出版：中村幸昭（私家版）／1972年
- 『本朝男色考』 出版：岩田貞雄（私家版）／1973年
- 『男色文献書志』 出版：岩田貞雄（私家版）／1973年
- 『本朝男色考・男色文献書志（合本）』 原書房／2002年

### 画文集
- 『竹久夢二 その弟子・絵入万葉集 岩田準一画文集』 桜楓社／1979年

### 編書
- 『夢二抒情画選集（上下巻）』 岩田準一・編集・宝文館／1927年

### 往復書簡
- 『南方熊楠男色談義-岩田準一往復書簡』 八坂書房／1991年

#### 全集・叢書
- 『日本常民生活資料叢書・第4巻』 三一書房／1973年（※「志摩の蜑女」収録）
- 『日本民俗誌大系・第11巻』 角川書店／1976年（※「志摩郡安乗村の祷屋行事」「志摩国甲賀村の祷屋行事」収録）
- 『日本民俗誌集成・第14巻（近畿編 2）』 三一書房／1998年（※「志摩のはしりがね」収録）

## 展示施設
2002年（平成14年）に岩田準一の生家を利用して鳥羽みなとまち文学館がオープンした。孫の岩田準子（1967年生）が、乱歩と準一の関係を描いた長篇小説『二青年図　乱歩と岩田準一』（新潮社　2001年）で作家デビュー後、同館の館長を務めた。2018年3月に岩田館長の体調不良のため一時休館したが、鳥羽商工会議所の管理運営の下で土日祝日のみ開館するようになった。平日は予約制で見学できた。
2021年10月24日深夜、近隣で発生した火災の延焼を受け、文学館の施設のうち自宅と書斎部分が全焼。未整理の資料もほとんどが焼けてしまい、館も臨時休業となった。その後、焼け残った資料の整理などが進められた。
2023年4月29日に空き家を改装した建物に移転して再オープンし、「江戸川乱歩館」として展示内容も江戸川乱歩と岩田準一に特化した施設となった。

## 交流
- 江戸川乱歩
- 竹久夢二
- 与謝野寛
- 南方熊楠
- 稲垣足穂
- 中山太郎 (民俗学者)
- 渋沢敬三
- 柳田國男
- 横溝正史